# أحياء الخرطوم
أحياء الخرطوم هي الأحياء التي تتضمنها مدينة الخرطوم عاصمة دولة السودان.
هذه قائمة بأسماء الأحياء والشوارع المهمة:

## أهم الأحياء
ترتيب الأحياء بحسب قربها من مركز العاصمة :
- حي المطار
- السكة حديد
- الخرطوم 2
- الخرطوم 3
- بري الدرايسه
- ديم سلك
- بري المحس
- بري اللاماب
- امتداد ناصر
- جاردن سيتي
- حي المنشية
- الجريف غرب
- الرياض
- حي الطائف
- حي الشهيد طه الماحي
- العمارات
- حي اركويت
- القوز _ الحلة الجديدة
- حي السجانة
- الحماداب _الشجرة
- الديوم الشرقية (الديم)
- حي الصحافة
- حي جبره
- العزوزاب (ودعجيب - العزوزاب - الدباسين)
- امتداد الدرجة الثالثة
- حي العشرة
- حي النزهة
- الكلاكلات الكلاكله القلعة -القطعية -القبة- صنقعت - نوباتيا - المنوره - الوحدة - شرق (ود عمارة)
- الأندلس (دار السلام سابقا")
- الإنقاذ
- حي مايو
- السلمة
- اللاماب بحر ابيض
- المجاهدين
- حي المعموره
- المقرن
- الأمل
- حي الأزهري
- سوبا غرب
- جبل أولياء
- ام رباح الكاتب بجبل اولياء
- الرميلة
- القوز
- الدخينات
- الشقيلاب
- طيبة الحسناب
- تريعة البجا
- السلمانية
- أبو ادم
- عيد حسين
- ود العقلي
- المايقوما
- احياء بحري
- شمبات
- المزاد
- الصبابي
- الشعبيه
- الصافيه
- الديوم
- الاملاك
- السكه حديد
- المغتربين
- حلة حمد
- الحلفايا
- الدروشاب
- الكدرو
- الفكي هاشم
- الجيلي

## شارع الجمال
تمثل شبكة الطرق شرايين الحياة والركيزة الأساسية لعملية التنمية لما لها من دور في إنعاش وتحفيز النشاطات الاقتصادية والاستثمارية والسكانية والزراعية والخدمية في المناطق التي تمر بها وتسهيل وصول المشاريع الإنمائية والخدمية اليها. ذلك لما للطرق من أهمية قصوى في كسر حاجز العزلة فقد نما قطاع الطرق بسرعة غير متوقعة مما أسهم في أحداث تغييرات مهمة في مجال العمار والمباني المطلة على الشوارع الرئيسية والهياكل التنموية الأساسية وكذلك التعجيل بالتمدن والتحول إلى حياة المدينة بصورة مذهلة. نجد هنالك حركة دورية نشطة في مجال البناء والتشييد والتوسع العمرانى وتغير وجه العاصمة المثلثة بصفة عامة في الآونة الاخيرة
اما أهم شوارع الخرطوم فهي :
- شارع النيل.
- شارع القصر.
- شارع المك نمر.
- شارع البلدية.
- شارع الستين.
- شارع الجمهورية.
- شارع المطار.
- شارع عبيد ختم.
- شارع الجامعة.
- شارع القوات المسلحة.
- شارع محمد نجيب.
- شارع السجانة بالنص.
- شارع الحرية.
- شارع الغابه
- شارع الشجرة جبل اولياء
- شارع الصحافة ظلط.
- شارع باشدار (شارع 41).
- شارع جبرة.
- شارع البلدية.
- شارع السيد عبد الرحمن
- شارع الاسبتالية
- شارع مدني
- شارع أفريقيا
- شارع الهواء.

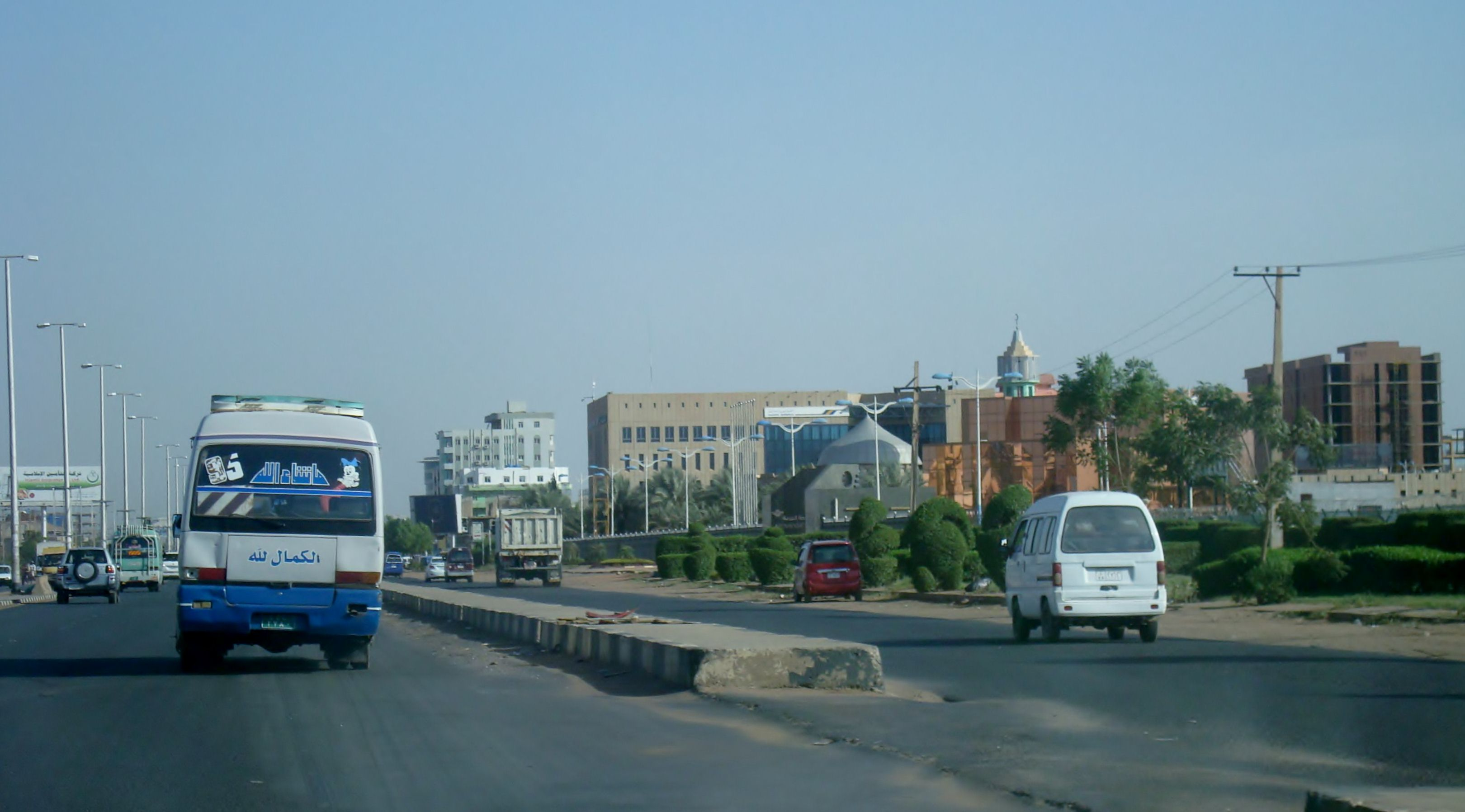
شارع عبيد ختم - الخرطوم
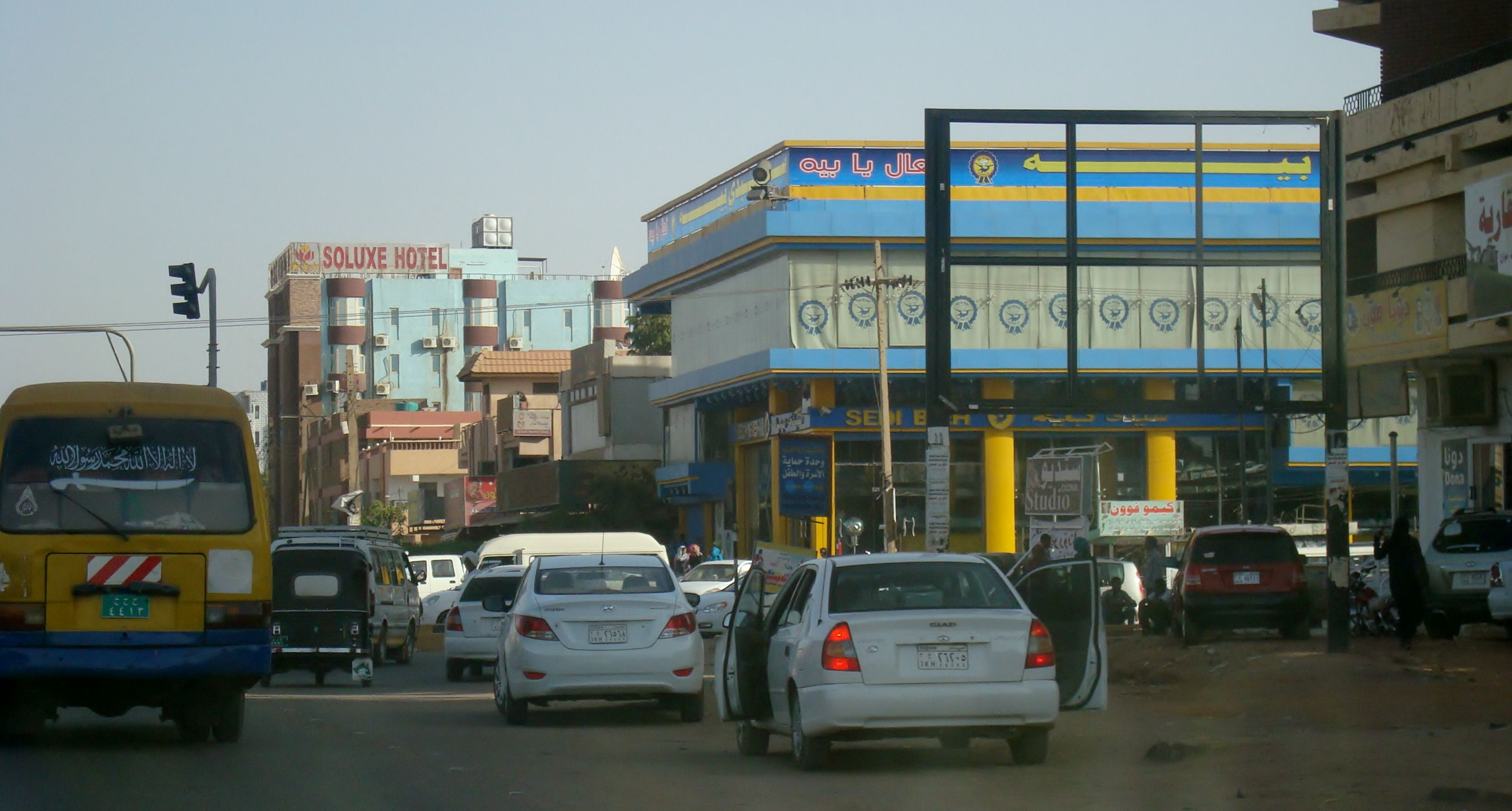
شارع عبيد ختم - تقاطع البلابل
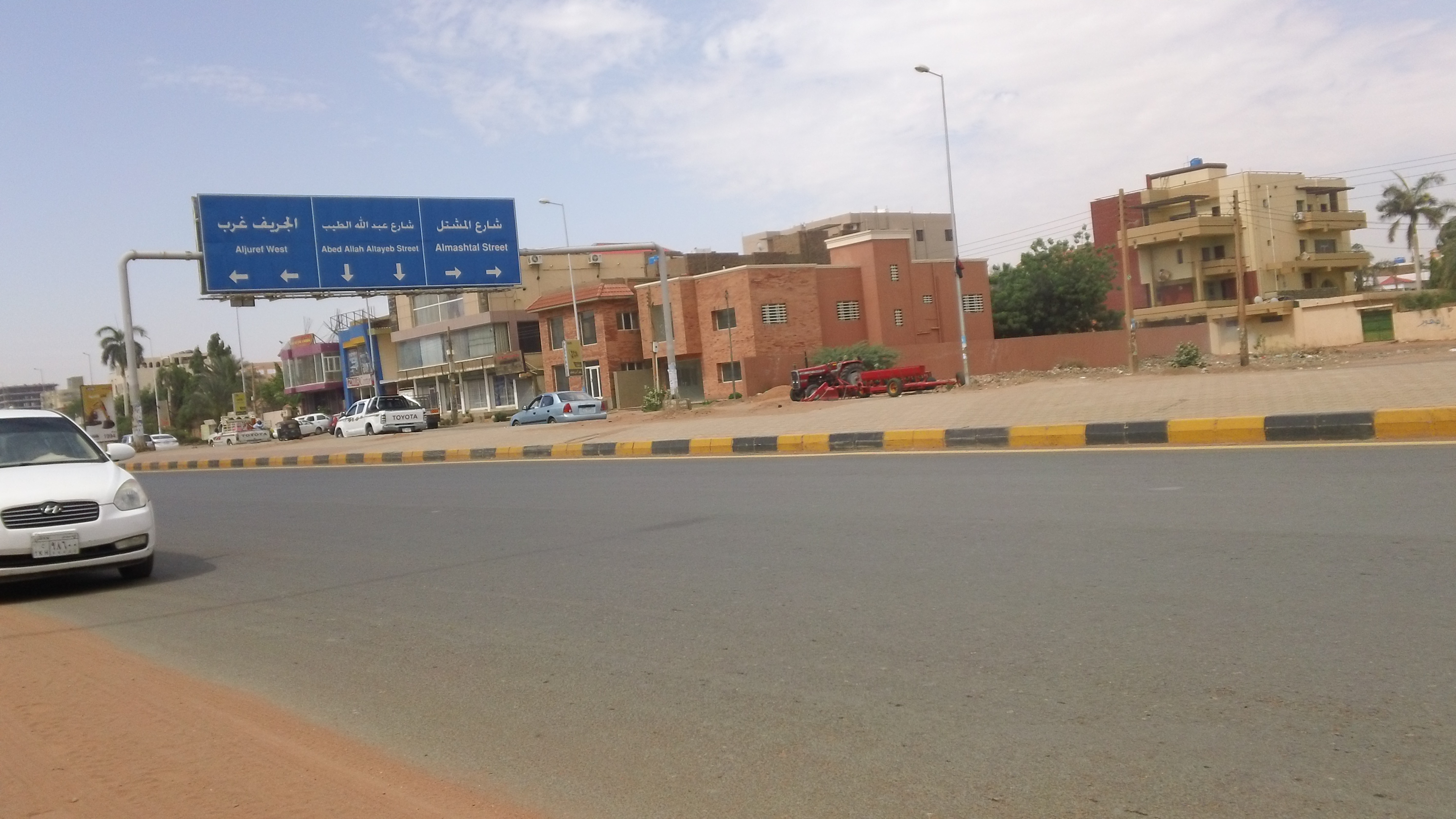
شارع الستين
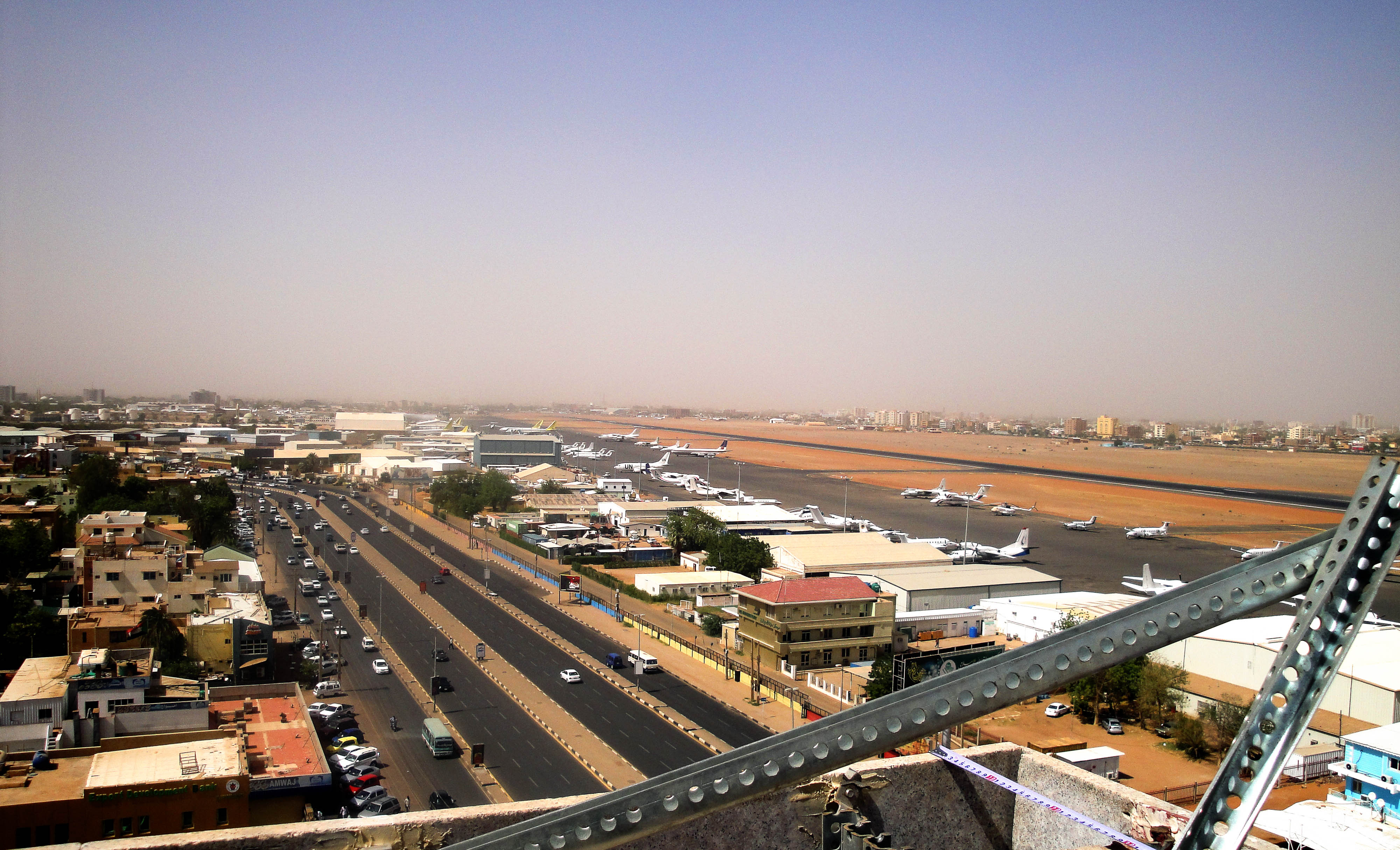
شارع المطار
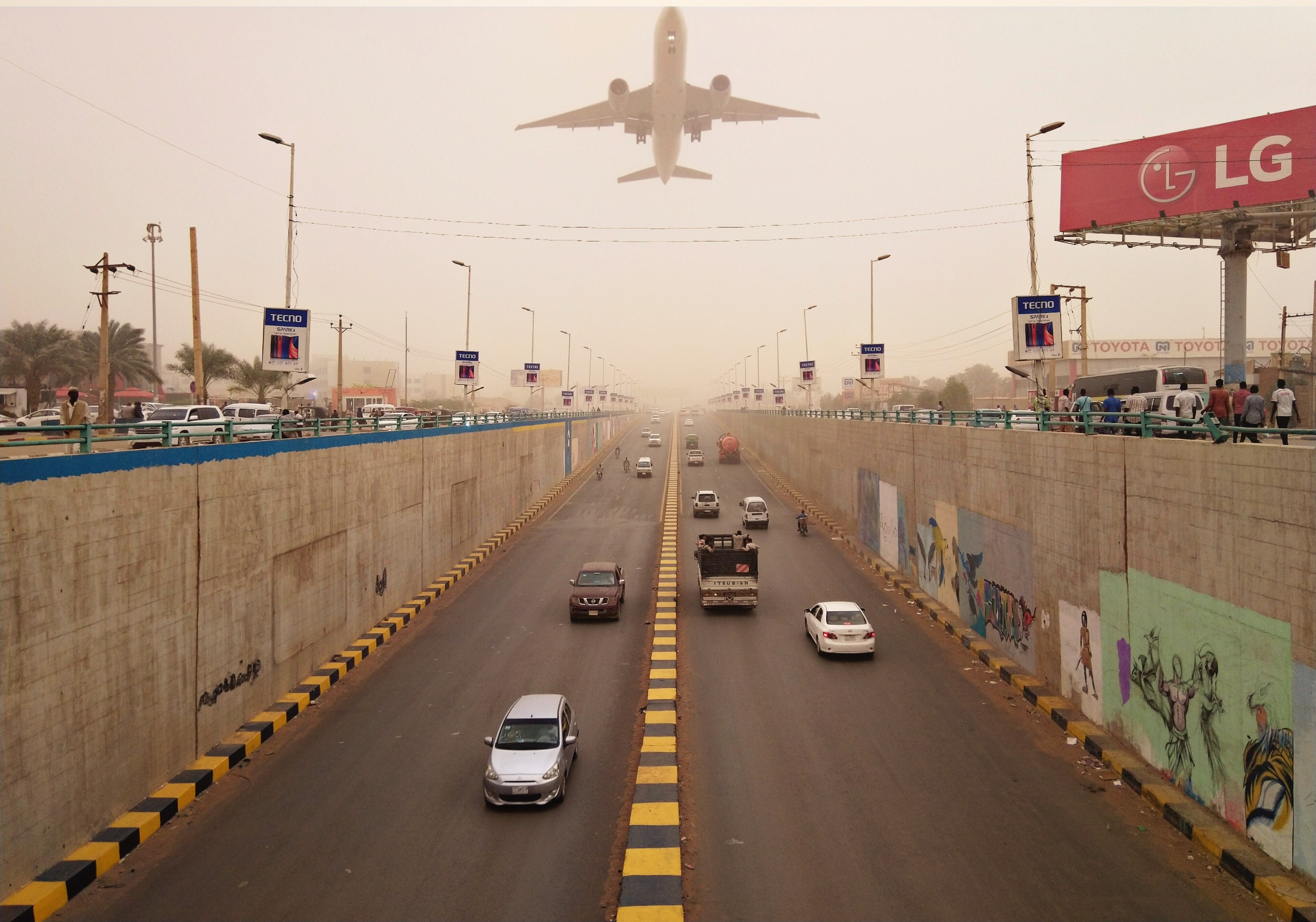
النفق الرابط بين شارع إفريقيا وشارع المطار